# Сибгатуллина, Резеда Раисовна
Резеда Раисовна Сибгатуллина (25 февраля 1997, Можга, Удмуртия) — российская лыжница и биатлонистка, чемпионка России по биатлону. Мастер спорта России.

## Биография
В детско-юношеском возрасте занималась лыжным спортом. Становилась призёром взрослого чемпионата Приволжского ФО в 2016 году в эстафете, представляя Удмуртию, призёром региональных соревнований «Лыжня России» (2017). В 2017 году перешла в биатлон, где представляет Ямало-Ненецкий автономный округ.
На юниорском уровне становилась серебряным призёром первенства России по летнему биатлону в спринте (2019).
Среди взрослых в 2020 году завоевала золотую медаль чемпионата России в марафоне и стала серебряным призёром в смешанной эстафете. Побеждала на нескольких этапах Кубка России.
В 2020 году была включена в расширенный состав сборной России.